# 48373 Gorgythion
48373 Gorgythion este o planetă minoră (asteroid), cu un diametru de 20,267 km, din Asteroid troian al lui Jupiter. A fost descoperită pe 16 octombrie 1977 la Observatorul Palomar de Cornelis Johannes van Houten și a fost numită după Gorgythion⁠(d). 
Obiectul prezintă o orbită caracterizată de o semiaxă mare de 5,2944479722883 UAi, o excentricitate de 0,008, o înclinație de 27,3 ° în raport cu ecliptica.